# Білорус (селище)
Білору́с (рос. Белорус) — селище у складі Новокузнецького району Кемеровської області, Росія. Входить до складу Сосновського сільського поселення.

## Населення
Населення — 8 осіб (2010; 27 у 2002).
Національний склад (станом на 2002 рік):
- росіяни — 59 %
- білоруси — 37 %